# Генрих I (граф Лувена)
Генрих I (фр. Henri Ier de Louvain; ок. 992/1000 — 1038, после 5 августа) — граф Лувена и маркграф Брюсселя с 1015, сын графа Ламберта I и Герберги Лотарингийской.

## Биография
После смерти отца в 1015 году Генрих I продолжил вместе со своим двоюродным братом Ренье V борьбу с герцогом Нижней Лотарингии Годфридом I и сторонниками императора Генриха II. Император, занятый другими конфликтами, не вмешивался, но епископ Камбре Жерар, желая успокоить воюющих, попытался начать мирные переговоры. Мирный договор был подписан в 1018 году.
В 1037 году Генрих I помог герцогу Лотарингии Гозело I отразить нападение Эда II.
Генрих был убит в 1038 году рыцарем по имени Герман, который находился у него в плену. Его похоронили в Нивельском аббатстве.

## Семья и дети
Имя жены Генриха I неизвестно, но она родила сына Оттона (ум. после 1038). Он рассматривался преемником отца до 1040 года, однако его существование является спорным.
«Genealogica ex Stirpe Sancti Arnulfi» указывает, что у Генриха было три дочери (Аделаида, Кунигунда и Адель), но более вероятно, что они дочери другого Генриха, потомка графов Лувена, который жил около 1100 года.